# Liceo statale Enrico Boggio Lera
Il Liceo Scientifico e Linguistico Statale "Enrico Boggio Lera", dedicato al fisico e matematico italiano Enrico Boggio Lera, si trova a Catania ed ha sede nell'edificio che fu il Monastero della Santissima Trinità, oggi patrimonio UNESCO.

## Storia

### La sede
L’isolato in cui si trova il Liceo Boggio Lera è il più grande di tutto il centro storico di Catania e coincide con l’antica acropoli greca. L’edificio era inizialmente un monastero, verosimilmente costruito sul Foro romano di Catania. Nel 1091 era il centro politico, religioso e amministrativo della città. Dopo il distruttivo terremoto del Val di Noto del 1693, e la conseguente ricostruzione, la facciata dell’edificio che dà su via Vittorio Emanuele II cominciò ad assumere una dimensione monumentale: venne ristrutturata dall’unico architetto catanese rimasto vivo dopo il terremoto, Alonzo di Benedetto. Fino al 1730 il monastero subì diverse modifiche ma rimase invariata la parte che affacciava su via Santa Barbara e che fungeva da muro di cinta. Nel 1735 Giovan Battista Vaccarini fu nominato Primo Architetto di Catania, e ciò gli permise di effettuare lavori e ristrutturazioni in diversi edifici della città, tra cui anche il Monastero, dove nel cortile trovasi infatti la celeberrima “Scala del Vaccarini”. Nel periodo bellico in quello stesso cortile venne realizzato un rifugio antiaereo, recentemente riportato alla luce e ad oggi in attesa di poter essere fruito.
Il liceo possiede inoltre una sede succursale, situata in Corso Indipendenza, 10, nei locali dell’ex S.M.S. "Leonardo Grassi", denominata appunto Leonardo Grassi. In passato vi era una seconda succursale presso i locali dell’oratorio salesiano S. Filippo Neri, in via Teatro Greco, 32.

### Il liceo
Di seguito alla Riforma Gentile, il 9 settembre 1923, vennero istituiti 37 licei scientifici, uno per provincia. Nacque allora il Regio Liceo Scientifico di Catania, presto intitolato a Umberto di Savoia, figlio del re Vittorio Emanuele III e principe ereditario d'Italia. Il neonato Liceo "Principe Umberto di Savoia" prese quindi a propria sede il succitato complesso. 
Il 1º ottobre 1967 quest'ultimo si trasferì nell’attuale nuova sede di Cibali, ma un gruppo di professori e alunni decise di non abbandonare la sede storica e di fondare un nuovo Liceo a Catania, scegliendo il nome del matematico e fisico piemontese Enrico Boggio Lera, già cattedratico presso l'Università degli Studi di Catania. Fra i docenti illustri di quel periodo spicca il professor Santi Correnti, insigne storico e latinista, e Salvatore Incorpora, artista scultore di chiara fama.
Per circa 6-7 anni questa struttura è stata condivisa con l'istituto De Felice (1984-1991 circa) che occupava il piano terra; le classi del Boggio Lera, invece, si trovavano nel piano nobile e nel padiglione detto Pino. Negli ultimi anni è stata avviata una stagione di lavori di ristrutturazione al fine di adeguare le aule alle nuove esigenze, nel corso delle quali sono venuti alla luce resti della civitas romana, oggi visibili; in contemporanea è stato restaurato il rifugio antiaereo che si trova nel cortile dell'istituto.
Il liceo oggi conta circa 1800 studenti e 150 docenti. A seguito della riforma Gelmini ha attivato due scuole: il Liceo Scientifico (indirizzi tradizionale e scienze applicate) ed il Liceo Linguistico; il liceo è anche uno tra i 400 istituti secondari che consentono agli allievi di conseguire simultaneamente due diplomi, l'Esame di Stato Italiano e il Baccalauréat francese, noti come EsaBac.